# Al Kheeran
Al Kheeran (in arabo الخيران	‎?), nota anche come Dubai Festival City, è una comunità dell'Emirato di Dubai, negli Emirati Arabi Uniti. Amministrativamente fa parte del Settore 4 e si trova nella zona centro-settentrionale di Dubai.

## Storia
Il progetto di sviluppo urbanistico della comunità di Al Kheeran è stato avviato nel 2003 dal Gruppo Al-Futtaim con il nome di Dubai Festival City (DFC).
Il progetto, della durata complessiva prevista di 12 anni, prevedeva la realizzazione di una serie di comunità residenziali, numerosi hotel, centri commerciali, un campo da golf e altri luoghi di intrattenimento e una serie di servizi pubblici, comprese le scuole.
La prima fase del progetto prevedeva la realizzazione di oltre 14500 m² di tetti, strutture in acciaio e facciate in vetro progettati e costruiti dalla ditta austriaca specializzata in queste lavorazioni Waagner Biro Steel and Glass. Queste lavorazioni riguardavano principalmente il tetto e la facciata del centro commerciale, la piazza del festival e la corte ovale. Waagner Biro era inoltre responsabile della realizzazione di sette padiglioni del centro commerciale.
Nel 2016 alla Waagner Biro Steel and Glass è stato commissionato un ampliamento del progetto iniziale che comprendeva i tetti del Canal Walk North e South, una struttura del tetto ad arco di circa 26 m di larghezza e 220 m di lunghezza in acciaio con rivestimento del tetto aggraffato, vari sistemi di illuminazione e due lucernari ovali come estensione dell'esistente Dubai Festival City Mall.
A metà del 2009 l'investimento totale per lo sviluppo di Dubai Festival City aveva superato gli 11 miliardi di Dirham.

## Territorio
Il territorio della comunità occupa una superficie di 6,3 km² che si sviluppa lungo la riva orientale del Dubai Creek per una lunghezza di circa 3,3 km.
Al Kheeran è delimitato a ovest dal Dubai Creek, a nord-ovest dalla Sheikh Rashid Road (E 11), a nord-est dalla Al Rebat Street e dalla Al Khail Road (E 44), a est dalla Nadd Al Hamar Road (D 62) e a sud dalla comunità di Al Kheeran First.
La comunità è collegata alla sponda occidentale del Dubai Creek da due ponti stradali: il Al Garhoud Bridge a nord, lungo la 
Sheikh Rashid Road (E 11) e il Business Bay Crossing poco più a sud, lungo la Al Khail Road (D 68). Tutta l'area è attraversata dalla Festival Boulevard, lunga circa 4 km, che la percorre interamente dallo svincolo della Sheikh Rashid Road a nord, al collegamento con la Al Badia Boulevard a sud, al confine con la comunità di Al Kheeran First (Dubai Creek Harbour).
Il quartiere è ad uso misto e ospita spazi residenziali, commerciali e di intrattenimento, integrati con ospedali e scuole. Le unità residenziali della comunità offrono appartamenti, ville e villette a schiera.
I principali punti di riferimento dell'area sono:
- Dubai Festival City Mall. È un dei centri commerciali più grandi di Dubai. Inaugurato nel 2007 è stato completamente ristrutturato e ampliato nel 2017. Ospita oltre 500 punti vendita al dettaglio e alcuni grandi magazzini, con un parcheggio per oltre 7.000 vetture. Fra i marchi più noti presenti ci sono Zara, H&M, Elena Mirò, Diesel, Lacoste, Victoria's Secret, Swarowsky. Fra i grandi magazzini c'è l'unico store di Ikea a Dubai, Ace Hardware, Robinson Department Store, Marks & Spencer e un grande supermercato Carrefour. All'interno del centro commerciale vi sono anche 35 ristoranti fra cui Eataly e Hard Rock Cafe e 19 caffetterie. Una delle attrazioni più visitate è il Novo Cinema, un cinema con 18 sale dotate di tecnologia IMAX e MX4D.[11]

- Hotel InterContinental Dubai Festival City. È un hotel a 5 stelle appartenente al circuito InterContinental Hotels Group. Situato sulla passeggita antistante il Dubai Creek (Festival City Lake Walk) presso la Festival Bay, si eleva per 35 piani. La sua costruzione è iniziata nel 2005 e terminata nel 2007. Dispone di 508 camere e suite di dimensioni da 42 a 198 m². Dotato di una piscina con fondo in vetro che sborda lateralmente dall'edificio. Al suo interno ci sono quattro ristoranti e due caffetterie, fra cui il Pierre's Bistro and Bar e il Choix Patisserie and Restaurant, entrambi diretti dallo chef francese premiato Michelin Pierre Gagnaire. Dall'hotel è possibile accedere direttamente al centro commerciale Festival City Mall.[12]

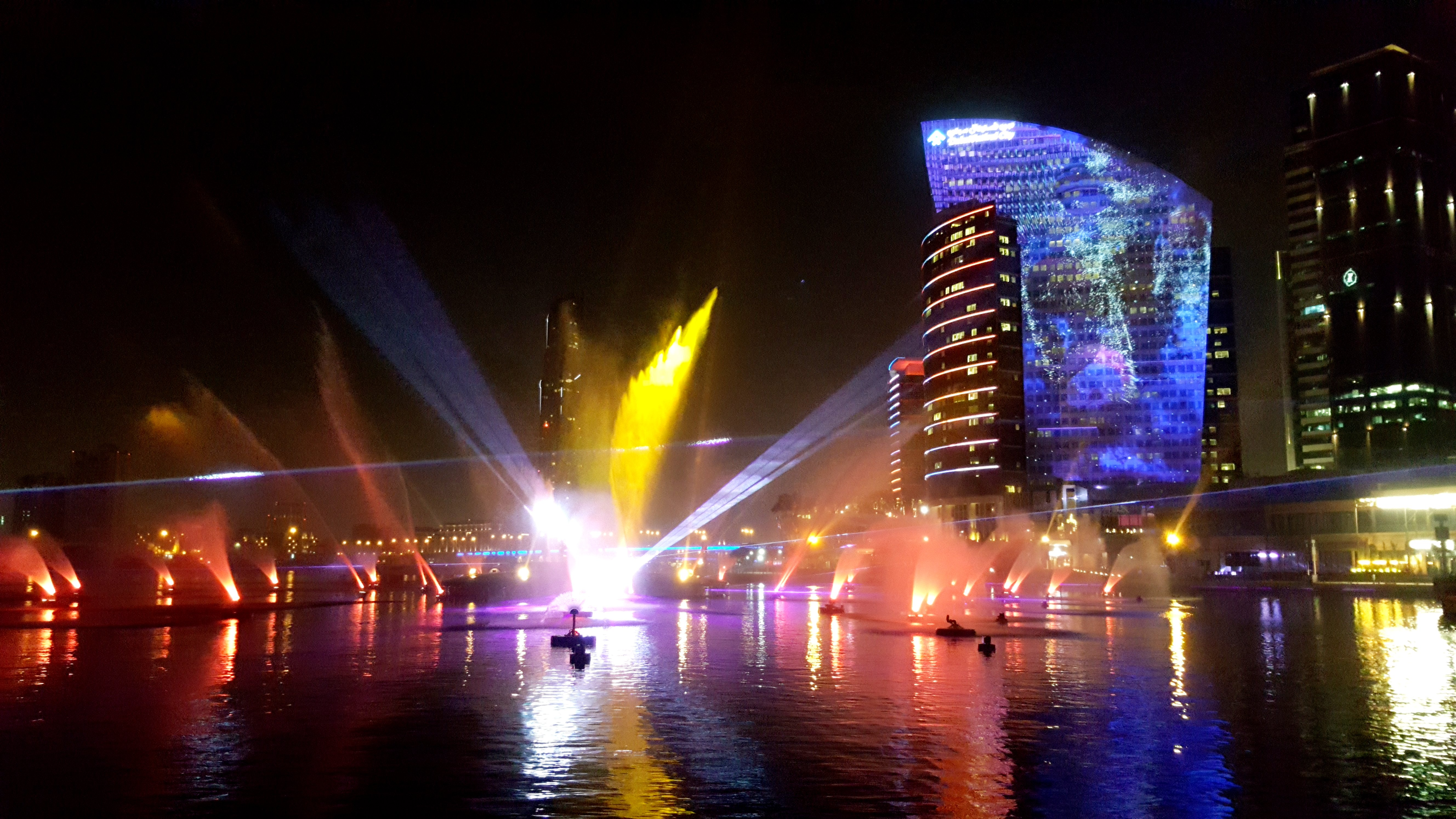
Spettacolo IMAGINE con proiezione sulla facciata dell' Hotel InterContinental (2017).

- Hotel Crowne Plaza Dubai Festival City. Hotel a 5 stelle con 316 camere e suite, collegato direttamente al Dubai Festival City Mall. I servizi dell'hotel includono una palestra, un centro benessere, una piscina all'aperto a temperatura controllata di 25 metri e 14 sale riunioni. Al suo interno si trovano il bistrot Belgian Cafe e il ristorante con cucina araba Zaytoun.[13]

- Complesso residenziale Al Badia Residences. Questo complesso si trova nella zona est della comunità, lungo il Al Badia Boulevard. È composto da un mix di appartamenti e ville. Gli appartamenti hanno 1, 2 o 3 camere da letto e gli edifici includono servizi condivisi come aree giochi per bambini, piscine, palestre e campi sportivi. Le ville sono costruite con un'architettura in stile mediterraneo e sono piuttosto grandi, con 4 o più camere da letto.[10]

- Complesso residenziale Al Badia Hillside Village. Il complesso, noto anche come Al Badia Hillside, si trova lungo la Gateway Avenue ed è costituito da edifici di massimo 5-6 piani con disegni architettonici mediterranei e arabi. Gli appartamenti hanno da 1 a 3 camere da letto. I servizi all'interno degli edifici includono posti auto, un'area giochi per bambini, aree per barbecue, ampi cortili e una piscina.[10]

- Marsa Plaza Towers. Sono due torri residenziali, chiamate Torre Nord e Torre Sud, collegate da un edificio a forma di arco di cerchio. Si trova lungo la Festival Boulevard nella zona nord della comunità. Offre appartamenti con diverse configurazioni da 1 a 4 camere da letto e con più bagni. Ospita l'InterContinental Residence Suites che offre suite e appartamenti con servizi alberghieri. Dispone di un minimarket, un parrucchiere e due ristoranti, Mezzaluna e The Deli Cafe.[10]

- Festival Bay e IMAGINE. Festival Bay era un porto turistico realizzato lungo il Dubai Creek nel 2007 insieme agli svipuppi iniziali di Festival City, situato davanti al Festival City Mall. Fra il 2015 e il 2017 l'area è stata completamente ristritturata. Il porto turistico è scomparso. Il tratto di mare immediatamente di fronte al Festival City Mall è stato interrato, allargando la promenade di alcune decine di metri e formando quindi un'area piuttosto grande per eventi e intrattenimento. Su questo spazio si affaccciano alcuni dei ristoranti e caffetterie del Festival City Mall. Fra questi, oltre al già citato Eataly, si trovano: Al Fanar con la sua cucina degli Emirati, Texas Roadhouse che prepara bistecche in stile cucina texana e del sud-ovest degli Stati Uniti, Nando's con i piatti tipici al Piri piri e il classico Caffè Starbucks. Nell'area della marina è stata realizzata una piattaforma e piazzati dei getti d'acqua e proiettori per la gestione dello spettacolo IMAGINE. IMAGINE è uno spettacolo permanente di acqua, luci e suoni, realizzato dalla società australiana Laservision.[14]

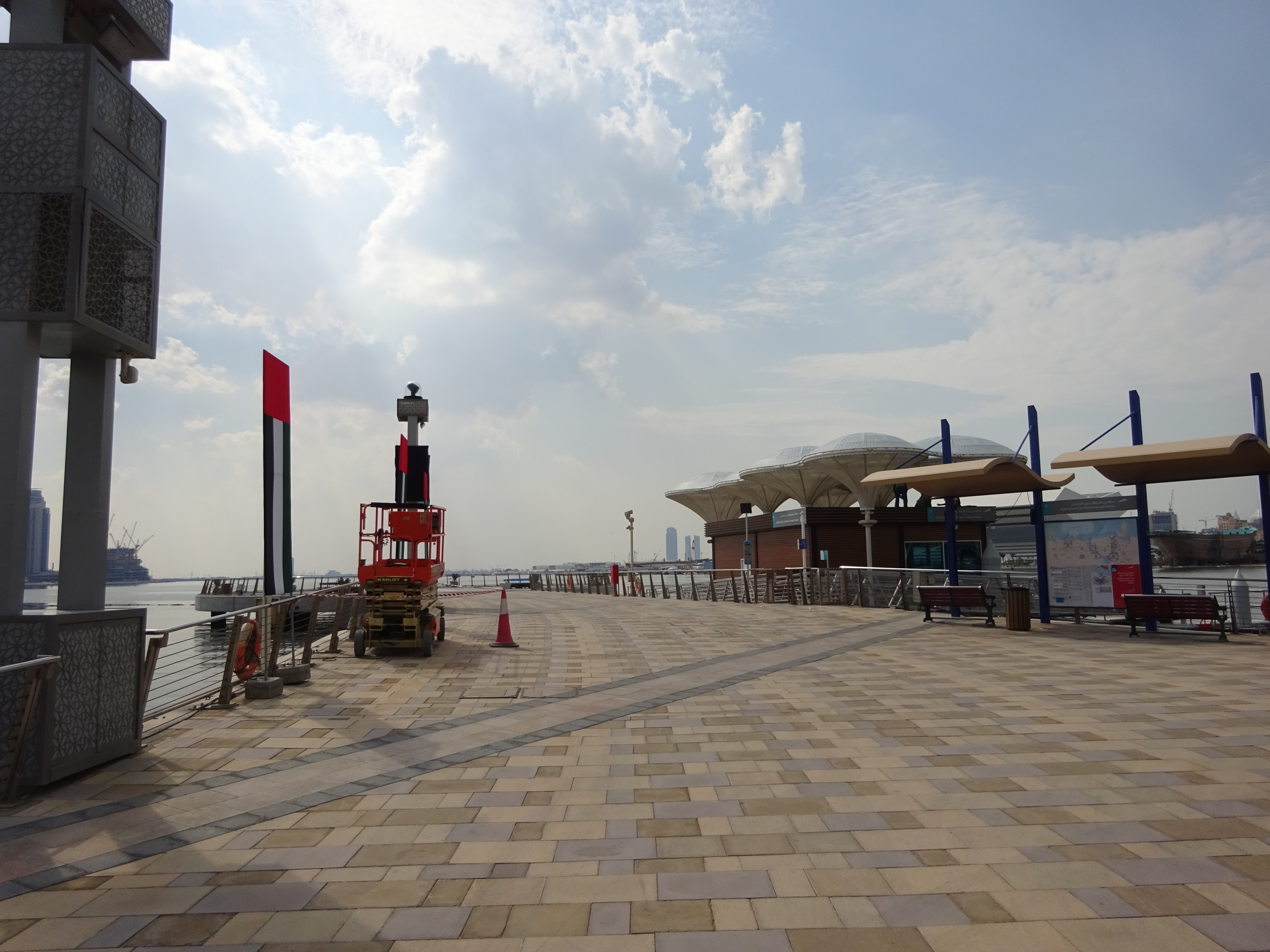
Stazione di Dubai Festival City Marine Transport (2019).

L'area non è servita direttamente dalla Metropolitana di Dubai, tuttavia vi sono delle fermate abbastanza vicino: la fermata di Creek della linea verde che si trova sull'altra sponda del Dubai Creek, ma che è facilmente raggiungibile con il servizio di traghetto BM2 di Dubai Ferry della Roads and Transport Authority, che collega la stazione marina di Al Jaddaf (sulla sponda occidentale del Dubai Creek) con la stazione di Dubai Festival City Marine Transport (presso Festival Bay), e la fermata di Emirates della linea rossa, che dista circa 3 km dal Dubai Festival City Mall. Un altro servizio di traghetti, il CR9, collega Dubai Festival City Marine Transport Station con Dubai Creek Harbour Marine Transport Station in Al Kheeran First. Esistono inoltre molte linee di superficie che collegano Festival City con le altre comunità di Dubai e con altre fermate della metropolitana (F08, F62, 24, 44, 53, 64A).